# ایان گلن
ایان گلن (انگلیسی: Iain Alan Sutherland Glen؛ زاده ۲۴ ژوئن ۱۹۶۱) یک هنرپیشه اهل بریتانیا است. گلن بیشتر به خاطر ایفای نقش دکتر الکساندر رولند آیزاکس/تایرنت در سه فیلم از مجموعه رزیدنت ایول (رزیدنت ایول: انقراض، رزیدنت ایول: آخرالزمان، رزیدنت ایول: قسمت پایانی)، و ایفای نقش جورا مورمنت در مجموعه تلویزیونی بازی تاج و تخت شناخته می‌شود. او اکنون در حال ایفای نقش بروس وین/بتمن در مجموعه تلویزیونی تایتان‌ها است.

## فیلم‌شناسی

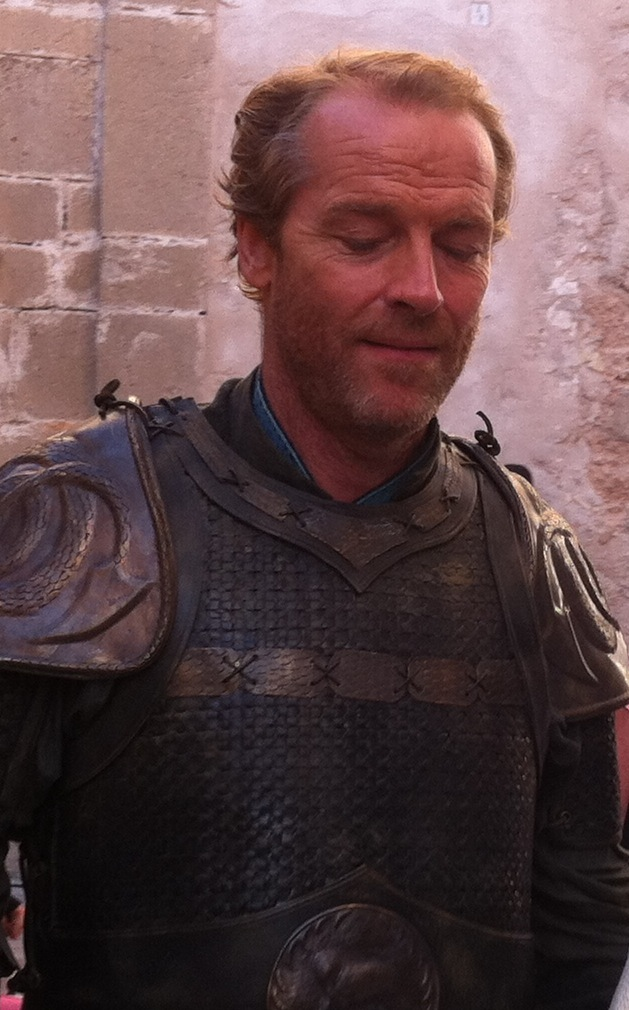
ایان گلن در نقش جورا مورمنت در مجموعه تلویزیونی بازی تاج‌وتخت

### سینمایی
| سال  | عنوان                          | نقش                       | یادداشت |
| ---- | ------------------------------ | ------------------------- | ------- |
| ۱۹۸۸ | گوریل‌ها در مه                  | برندان                    |         |
| ۱۹۹۰ | فریاد خاموش                    | لری وینترز                |         |
| ۱۹۹۰ | روزنکرانتز و گیلدنسترن مرده‌اند | شاهزاده هملت              |         |
| ۲۰۰۰ | موجودات زیبا                   | تونی                      |         |
| ۲۰۰۱ | لارا کرافت: مهاجم مقبره        | مانفرد پاول               |         |
| ۲۰۰۴ | رزیدنت ایول: آخرالزمان         | دکتر الکساندر آیزاک       |         |
| ۲۰۰۵ | قلمرو بهشت                     | ریچارد                    |         |
| ۲۰۰۷ | رزیدنت ایول: انقراض            | دکتر الکساندر آیزاک/نمسیس |         |
| ۲۰۰۷ | آخرین لژیون                    | اورستس                    |         |
| ۲۰۰۹ | هری براون                      |                           |         |
| ۲۰۱۱ | بانوی آهنی                     | آلفرد رابرتز              |         |
| ۲۰۱۳ | کیک-اس ۲                       | عمو رالف                  |         |
| ۲۰۱۵ | نگاه آسمانی                    | جیمز ویلت                 |         |
| ۲۰۱۶ | رزیدنت ایول: قسمت پایانی       | دکتر آلکساندر آیزاک       |         |
| ۲۰۱۷ | دخترعموی من ریچل               | نیک کندال                 |         |
| ۲۰۲۰ | کودکان ویندرمر                 | جک لارنس                  |         |

### تلویزیون
| سال       | عنوان         | نقش               | یادداشت               |
| --------- | ------------- | ----------------- | --------------------- |
| ۲۰۰۹      | در داخل طوفان | جرج ششم           |                       |
| ۲۰۱۰      | دکتر هو       | پدر اکتاویان      |                       |
| ۲۰۱۰-۲۰۱۶ | جک تیلور      | جک تیلور          | سری فیلم‌های تلویزیونی |
| ۲۰۱۱      | دانتون ابی    | سر ریچارد کارلایل |                       |
| ۲۰۱۱-۲۰۱۹ | بازی تاج‌وتخت  | جورا مورمنت       |                       |
| ۲۰۱۳      | خیابان ریپر   | سرهنگ مادوک       |                       |
| ۲۰۱۳      | پوآرو         | دکتر دیوید ویلوبی |                       |
| ۲۰۱۴      | چادر سرخ      | یعقوب             |                       |
| ۲۰۱۸      | خانم ویلسون   | الکساندر ویلسون   |                       |
| ۲۰۱۹      | تایتان‌ها      | بروس وین/بتمن     |                       |

## تئاتر
- هملت
- مکبث
- هنری پنجم
- مارتین گوئر
- اتاق آبی
- اتوبوسی به نام هوس
- هدا گابلر
- بوته آزمایش
- والنشتاین
- دایی وانیا
- مرغ دریایی
- پادشاه لیر
- کوریولانوس

## جوایز
| سال  | جایزه                       | دسته‌بندی                          | کار          | نتیجه    |
| ---- | --------------------------- | --------------------------------- | ------------ | -------- |
| ۱۹۹۹ | خرس نقره‌ای                  | بهترین بازیگر مرد                 | فریاد خاموش  | پیروز    |
| ۱۹۹۱ | جایزه فیلم استاندارد انگلیس | بهترین بازیگر مرد                 | فریاد خاموش  | پیروز    |
| ۱۹۹۱ | جایزه ایان چارلسون          | تقدیر ویژه                        | هملت         | پیروز    |
| ۱۹۹۴ | جایزه تئاتر استاندارد شب    | بهترین بازیگر مرد                 | هنری پنجم    | نامزدشده |
| ۱۹۹۷ | جایزه لارنس الیویه          | بهترین بازیگر مرد موزیکال         | مارتین گوئر  | نامزدشده |
| ۱۹۹۹ | جایزه لارنس الیویه          | بهترین بازیگر مرد                 | اتاق آبی     | نامزدشده |
| ۱۹۹۹ | جایزه لیگ دراما             | بهترین بازیگر مرد                 | اتاق آبی     | نامزدشده |
| ۲۰۰۷ | جایزه لارنس الیویه          | بهترین بازیگر مرد                 | بوته آزمایش  | نامزدشده |
| ۲۰۱۲ | جایزه انجمن بازیگران فیلم   | بهترین اجرای گروهی در مجموعه درام | بازی تاج‌وتخت | نامزدشده |
| ۲۰۱۳ | جایزه انجمن بازیگران فیلم   | بهترین اجرای گروهی در مجموعه درام | دانتون ابی   | پیروز    |
| ۲۰۱۳ | جایزه انجمن بازیگران فیلم   | بهترین اجرای گروهی در مجموعه درام | بازی تاج‌وتخت | نامزدشده |
| ۲۰۱۴ | جایزه انجمن بازیگران فیلم   | بهترین اجرای گروهی در مجموعه درام | بازی تاج‌وتخت | نامزدشده |
| ۲۰۱۵ | جایزه انجمن بازیگران فیلم   | بهترین اجرای گروهی در مجموعه درام | بازی تاج‌وتخت | نامزدشده |
| ۲۰۱۶ | جایزه انجمن بازیگران فیلم   | بهترین اجرای گروهی در مجموعه درام | بازی تاج‌وتخت | نامزدشده |